# Palton

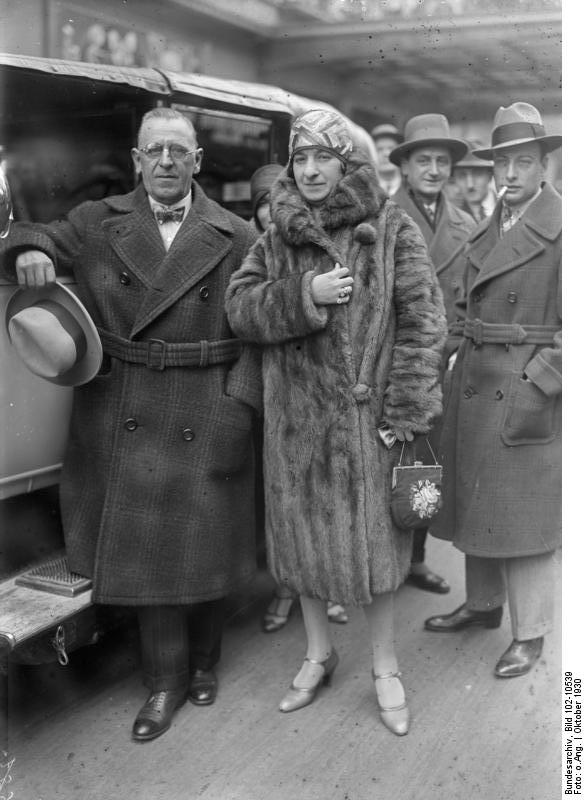
Oameni îmbrăcați în paltoane

Paltonul este un obiect de îmbrăcăminte gros, lung până sub genunchi, căptușit, care se poartă mai ales iarna peste celelalte haine.
Materialul din care este confecționat paltonul poate fi stofă, piele sau blană.
Un obiect de îmbrăcăminte similar, din material mai subțire, care se poartă de obicei primăvara și toamna, se numește „pardesiu”.